# Старомеловое
Старомеловое — село в Горшеченском районе Курской области России. Входит в состав Новомеловского сельсовета.

## География
Село находится в восточной части Курской области, в лесостепной зоне, в пределах юго-западной части Среднерусской возвышенности, на правом берегу реки Меловка, на расстоянии примерно 14 километров (по прямой) к юго-востоку от посёлка городского типа Горшечное, административного центра района. Абсолютная высота — 159 метров над уровнем моря.
Часовой пояс
Село Старомеловое, как и вся Курская область, находится в часовой зоне МСК (московское время). Смещение применяемого времени относительно UTC составляет +3:00.

## Население
| 1897 | 2002 | 2010 |
| ---- | ---- | ---- |
| 2169 | ↘491 | ↘367 |

Гендерный состав
По данным Всероссийской переписи населения 2010 года в гендерной структуре населения мужчины составляли 48,2 %, женщины — соответственно 51,8 %.
Национальный состав
Согласно результатам переписи 2002 года, в национальной структуре населения русские составляли 100 % из 491 чел.

## Улицы
Уличная сеть села состоит из трёх улиц.